# Vapor

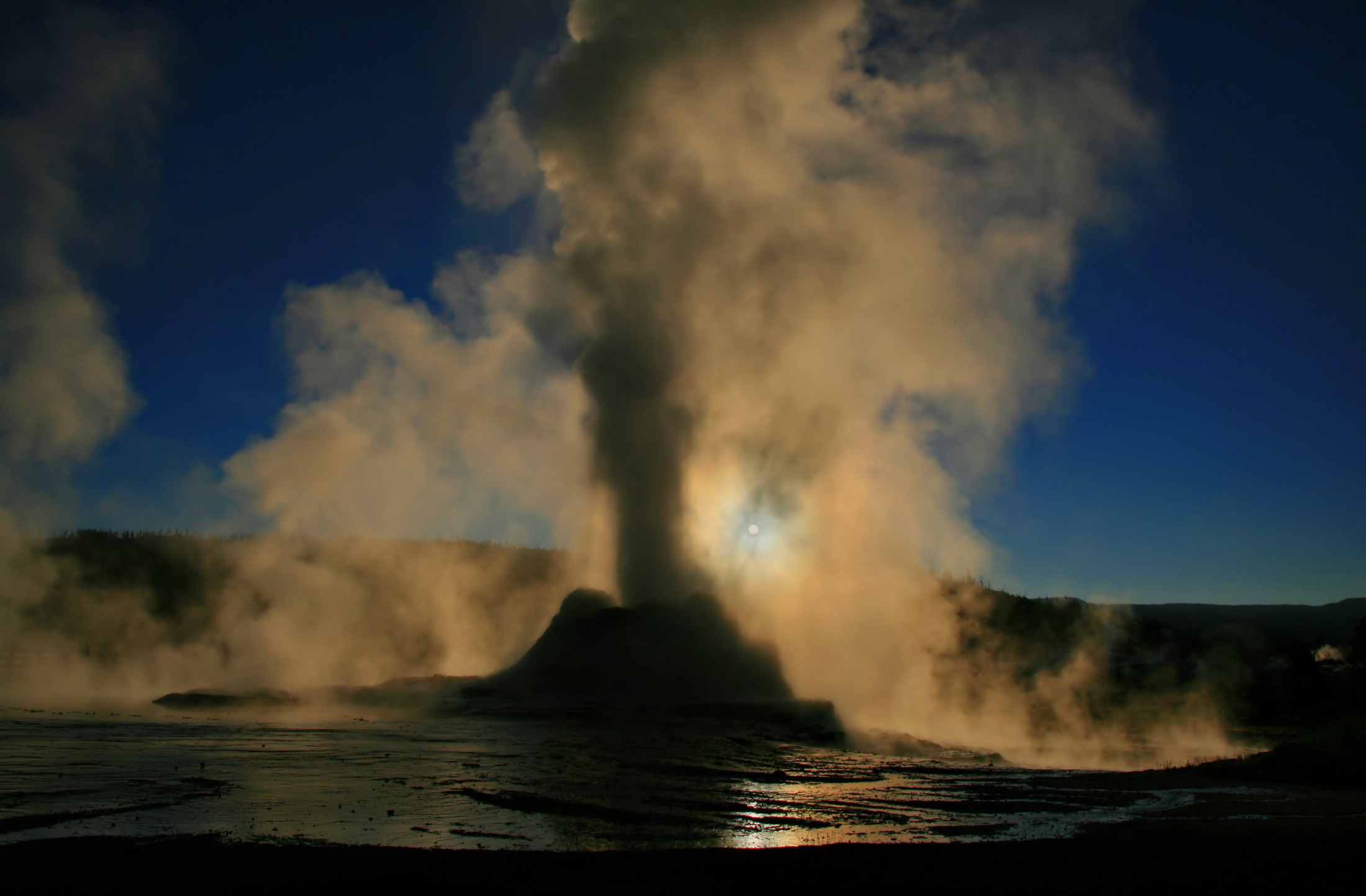
Erupción en fase líquida de Castle Geyser en Yellowstone Park

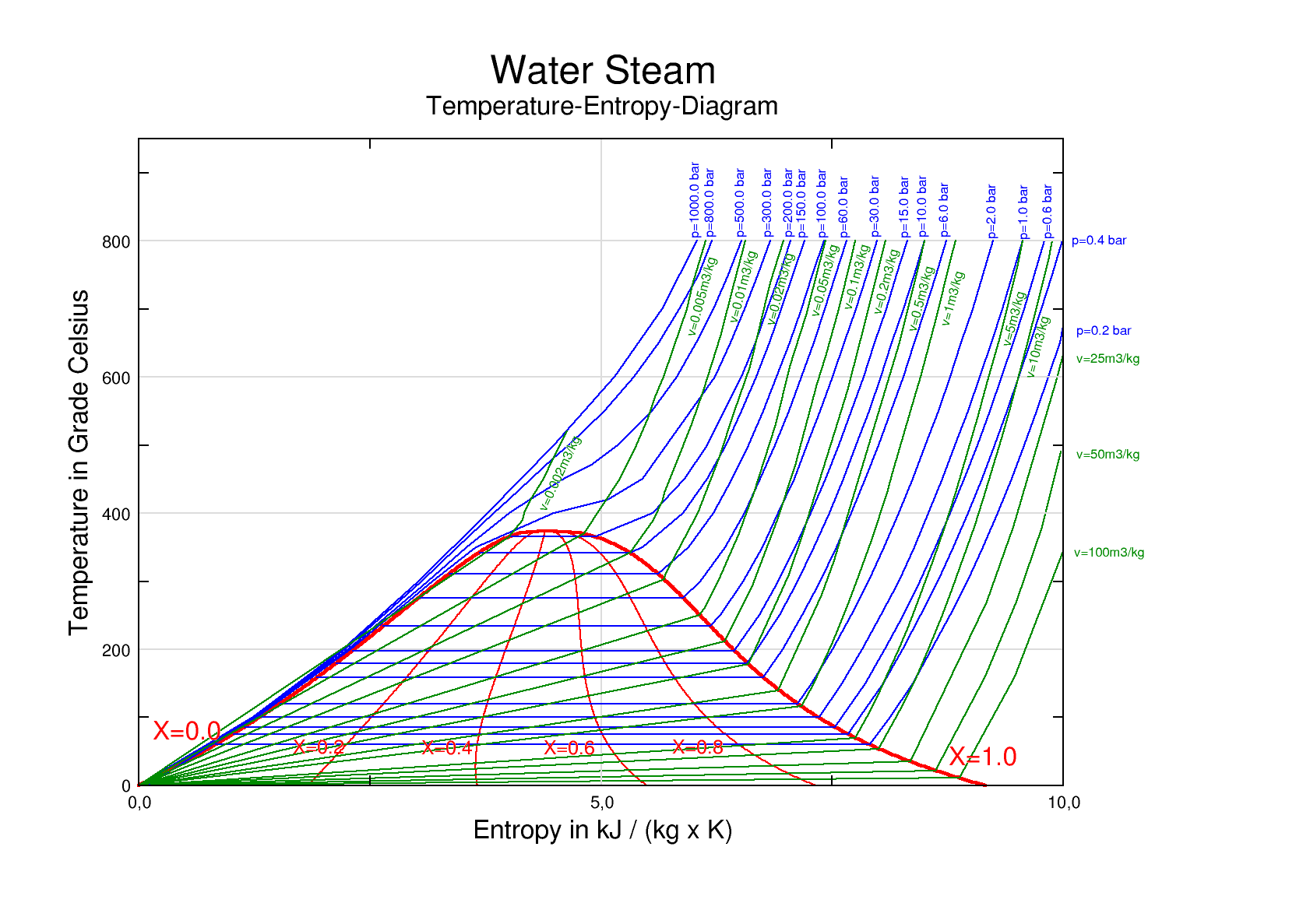
Un diagrama de temperatura versus entropía para el vapor

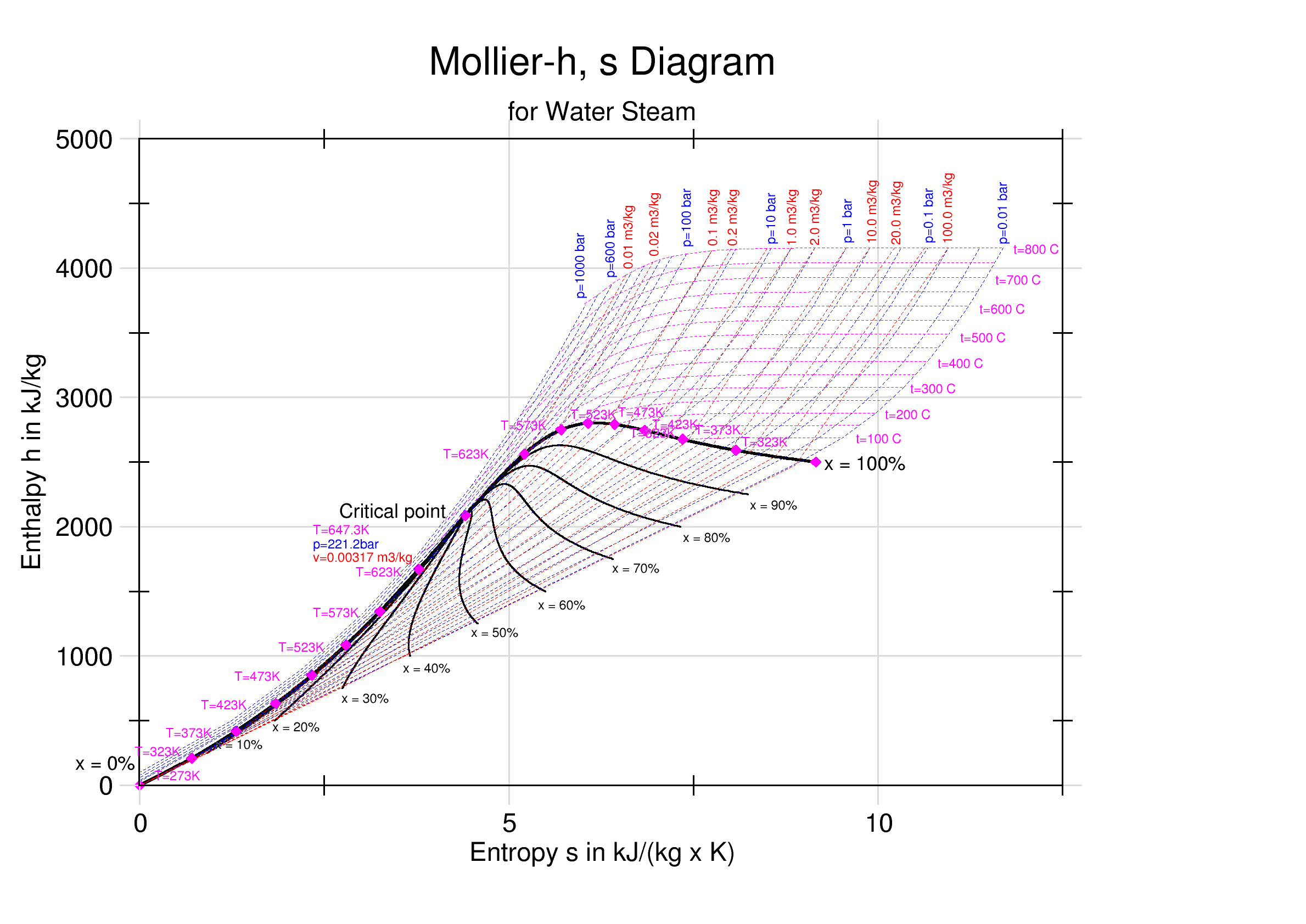
Diagrama, de Mollier de entalpía versus entropía para el vapor

El vapor es agua en la fase gaseosa, que se forma cuando el agua hierve o se evapora. El vapor es invisible; sin embargo, "vapor" a menudo se refiere al vapor húmedo, la niebla visible o el aerosol de las gotitas de agua que se forman a medida que este vapor de agua se condensa. A presiones inferiores, tales como en la atmósfera superior o en la parte superior de las altas montañas, el agua hierve a una temperatura más baja que la nominal 100 grados Celsius (212 °F) a presión estándar. Si se calienta más se convierte en vapor sobrecalentado. 
La entalpía de la vaporización es la energía requerida para convertir el agua en forma gaseosa cuando aumenta su volumen en 1,700 veces a la temperatura y presión estándar; este cambio en el volumen se puede convertir en trabajo mecánico mediante motores de vapor, como los motores de pistones de pistón y las turbinas de vapor, que son un subgrupo de motores de vapor. Las máquinas de vapor de tipo pistón desempeñaron un papel central en la Revolución Industrial y las turbinas de vapor modernas se utilizan para generar más del 80% de la electricidad del mundo. Si el agua líquida entra en contacto con una superficie muy caliente o se despresuriza rápidamente por debajo de su presión de vapor, puede crear una explosión de vapor.

## Tipos de vapor y conversiones
El vapor se crea tradicionalmente calentando una caldera a través de la combustión de carbón y otros combustibles, pero también es posible crear vapor con energía solar.
El vapor de agua que incluye gotas de agua se describe como vapor húmedo. A medida que el vapor húmedo se calienta aún más, las gotitas se evaporan y, a una temperatura suficientemente alta (que depende de la presión), toda el agua se evapora y el sistema se encuentra en equilibrio vapor-líquido.
El vapor sobrecalentado es vapor a una temperatura superior a su punto de ebullición para la presión, que solo se produce cuando toda el agua líquida se ha evaporado o se ha eliminado del sistema.
Las tablas de vapor contienen datos termodinámicos para agua/vapor y los ingenieros y científicos a menudo los usan para diseñar y operar equipos donde se utilizan ciclos termodinámicos que involucran vapor. Además, los diagramas de fase termodinámicos para agua / vapor, como un diagrama de temperatura-entropía o un diagrama de Mollier, pueden ser útiles. Tablas de vapor también se usan para analizar los ciclos termodinámicos. 
|                                               |                                              |                                                  |
| diagrama de entalpía-entropía (hs) para vapor | diagrama de presión-entalpía (ph) para vapor | diagrama de temperatura-entropía (Ts) para vapor |

## Usos

### Agrícola
En la agricultura, el vapor se utiliza para la esterilización del suelo para evitar el uso de agentes químicos nocivos y aumentar la salud del suelo . 

### Doméstico
La capacidad de vapor para transferir calor también se utiliza en el hogar: para cocinar verduras, limpiar al vapor telas, alfombras y pisos, y para calentar edificios. En cada caso, el agua se calienta en una caldera, y el vapor transporta la energía a un objeto objetivo. El vapor también se usa para planchar la ropa para agregar suficiente humedad con el calor para eliminar las arrugas y poner arrugas intencionales en la ropa. 

### Generación eléctrico (y cogeneración)
A partir de 2000, alrededor del 90% de toda la electricidad se generó utilizando vapor como fluido de trabajo, casi todo por turbinas de vapor.
En la generación eléctrica, el vapor normalmente se condensa al final de su ciclo de expansión y se devuelve a la caldera para su reutilización. Sin embargo, en la cogeneración, el vapor se canaliza a los edificios a través de un sistema de calefacción urbana para proporcionar energía térmica después de su uso en el ciclo de generación eléctrica. El sistema de generación de vapor más grande del mundo es el sistema de vapor de la ciudad de Nueva York, que bombea vapor a 100,000 edificios en Manhattan desde siete plantas de cogeneración.

### Almacén energético

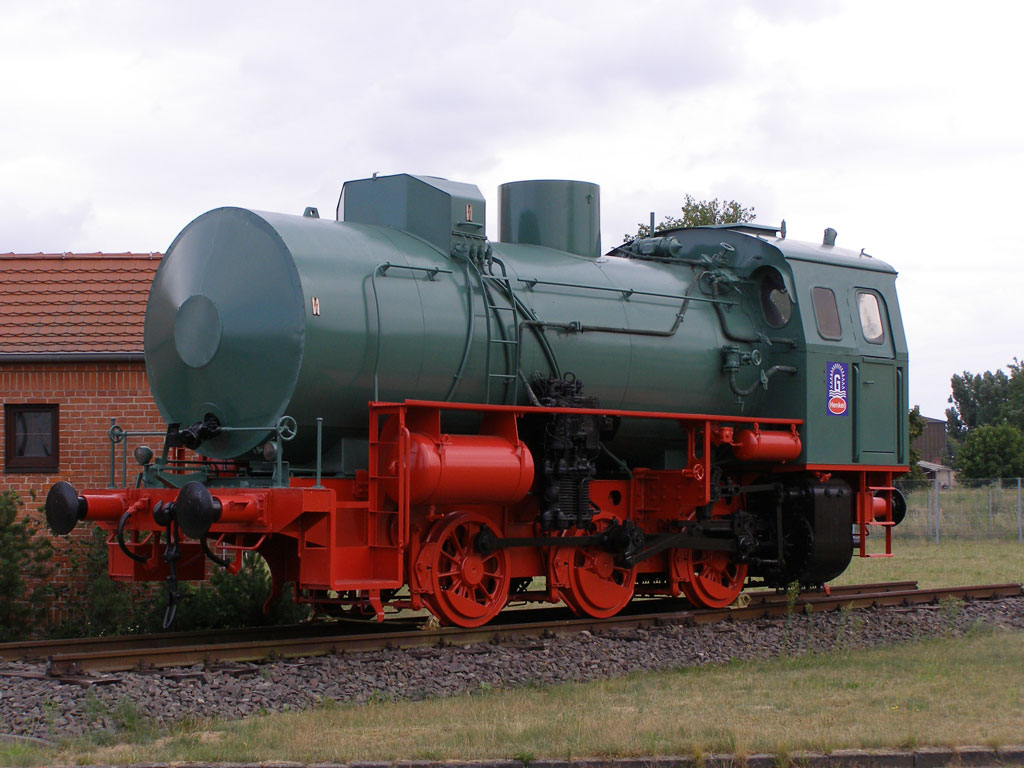
Locomotora de vapor sin fuego
A pesar de la semejanza con una caldera, tenga en cuenta la falta de chimenea y también cómo los cilindros están en el extremo de la cabina, no en el extremo de la chimenea.

En otras aplicaciones industriales, el vapor se utiliza para el almacenamiento de energía, que se introduce y extrae por transferencia de calor, generalmente a través de tuberías. El vapor es un depósito de gran capacidad para la energía térmica debido al alto calor de vaporización del agua. 
Las locomotoras de vapor sin fuego eran locomotoras de vapor que operaban desde un suministro de vapor almacenado a bordo en un tanque grande que se parecía a la caldera de una locomotora convencional. Este tanque se llenó con vapor de proceso, como está disponible en muchos tipos de grandes fábricas, como las fábricas de papel. La propulsión de la locomotora utilizaba pistones y bielas, como en una típica locomotora de vapor. Estas locomotoras se usaron principalmente en lugares donde existía el riesgo de incendio de la cámara de combustión de una caldera, pero también se usaron en fábricas que simplemente tenían un suministro abundante de vapor de sobra.

### Elevación de gas
Debido a su baja masa molecular, el vapor es un gas de elevación efectivo, que proporciona aproximadamente un 60% más de elevación que el helio y el doble de aire caliente. No es inflamable, a diferencia del hidrógeno, y es barato y abundante, a diferencia del helio. Sin embargo, el calor requerido conduce a problemas de condensación y requiere una envoltura aislada. Estos factores han limitado su uso hasta ahora a proyectos de demostración en su mayoría.

### Esfuerzo mecánico
Las máquinas de vapor y las turbinas de vapor utilizan la expansión de vapor para impulsar un pistón o una turbina para realizar trabajos mecánicos. Es importante la capacidad de devolver vapor condensado como agua-líquido a la caldera a alta presión con un gasto relativamente pequeño de potencia de bombeo. La condensación de vapor a agua a menudo ocurre en el extremo de baja presión de una turbina de vapor, ya que esto maximiza la eficiencia energética, pero tales condiciones de vapor húmedo deben limitarse para evitar la erosión excesiva de la pala de la turbina. Los ingenieros utilizan un ciclo termodinámico idealizado, el ciclo Rankine, para modelar el comportamiento de las máquinas de vapor. Las turbinas de vapor se utilizan a menudo en la producción de electricidad. 

### Esterilización
Un autoclave, que utiliza vapor a presión, se utiliza en laboratorios de microbiología y entornos similares para la esterilización. 
Se puede usar vapor, especialmente vapor seco (muy sobrecalentado), para la limpieza antimicrobiana incluso a los niveles de esterilización. El vapor es un agente antimicrobiano no tóxico.

### Vapor en tuberías
El vapor se utiliza en tuberías para líneas de servicios públicos. También se utiliza en el revestimiento y el trazado de tuberías para mantener la temperatura uniforme en tuberías y recipientes.

### Tratamiento de madera
El vapor se utiliza en el proceso de doblar madera, matar insectos y aumentar la plasticidad. 

### Tratamiento de hormigón
El vapor se utiliza para acentuar el secado, especialmente en prefabricados. Se debe tener cuidado ya que el hormigón produce calor durante la hidratación y el calor adicional del vapor podría ser perjudicial para el endurecimiento de los procesos de reacción del hormigón. 

### Limpieza
Utilizado en la limpieza de fibras y otros materiales, a veces en preparación para pintar. El vapor también es útil para derretir residuos de grasa y aceite endurecidos, por lo que es útil para limpiar pisos y equipos de cocina y motores y piezas de combustión interna. Entre las ventajas de usar vapor en comparación con una pulverización de agua caliente están los hechos de que el vapor puede funcionar a temperaturas más altas y utiliza sustancialmente menos agua por minuto.